# Święto SWW
Święto SWW – polskie święto obchodzone corocznie 11 maja przez Służbę Wywiadu Wojskowego, upamiętniające dzień 11 maja 1919, kiedy to na mocy Rozkazu nr 139 Szefa Sztabu Generalnego z dnia 9 maja 1919 r. dokonano reorganizacji Naczelnego Dowództwa Wojska Polskiego, czyniąc Oddział II podmiotem odpowiedzialnym za prowadzenie pracy informacyjnej. Święto zostało ustanowione przez Ministra Obrony Narodowej 30 kwietnia 2019 r..